# 2651 Karen
2651 Karen este un asteroid din centura principală, descoperit pe 28 august 1949 de Ernest Johnson.